# Flers (Orne)
Flers é uma comuna francesa na região administrativa da Normandia, no departamento Orne. Estende-se por uma área de 21,14 km². Em 2010 a comuna tinha 15 141 habitantes (densidade: 716,2 hab./km²).